# Liste von Schiffen mit dem Namen Zeffiro
Den Namen Zeffiro, dt. Zephyr, erhielten mehrere Kriegsschiffe italienischer Marinen.

## Herkunft
Zephyr (auch Zephyros oder Zephyrus, altgriechisch Ζέφυρος, der vom Berge Kommende) ist einer der Anemoi, eine Windgottheit aus der griechischen Mythologie, welche den Westwind verkörpert.

## Namensträger
- Zeffiro (1832), eine Brigantine der Marine des Königreichs beider Sizilien, die von 1861 bis 1869 als Korvette im Dienst der italienischen Regia Marina war
- Zeffiro (1904), ein Zerstörer der Nembo-Klasse der Regia Marina, der 1924 als Torpedoboot außer Dienst gestellt wurde
- Zeffiro (1927), ein Zerstörer der Turbine-Klasse der Regia Marina, der 1940 vor Tobruk versenkt wurde
- Zeffiro (F 577), eine Fregatte der Maestrale-Klasse der Marina Militare, die 1984 vom Stapel lief